# Bière sans gluten

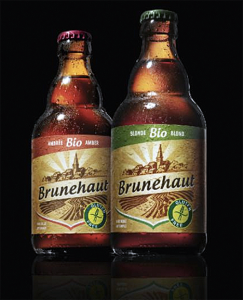
Bières sans gluten

Une bière sans gluten est une bière qui n'utilise pas de blé ou d'orge mais remplace ces ingrédients par des céréales alternatives comme le sorgho, le riz ou le sarrasin. Une autre méthode est de traiter chimiquement pour supprimer le gluten.
Ce type de produit est donc adapté pour les personnes pratiquant un régime alimentaire sans gluten.

## Brasseries et marques
Ces brasseries proposent des bières sans gluten (non exhaustif) :
- Jade sans gluten[3]
- Coors
- Estrella Damm
- Glutenberg[4]
- Sprecher (en)[5]
- Vézelay
- First Chop
- La Cadette bio bière pur malt sans gluten